# Modelos ARCH
A heteroscedasticidade condicional auto-regressiva (autoregressive conditional heteroskedasticity ou ARCH, na sigla em ingês) é a condição em que há um ou mais pontos de dados para os quais a variância do atual termo de erro ou inovação é uma função dos tamanhos reais dos termos de erro dos intervalos de tempo anteriores. Frequentemente, a variância está relacionada com os quadrados das inovações anteriores. Em econometria, modelos ARCH são usados para caracterizar e modelar séries temporais. Uma variedade de outros acrônimos é aplicada a estruturas particulares com uma base semelhante. 
Modelos ARCH são comumente empregados ao modelar séries temporais financeiras que exibem agrupamento de volatilidade variante com o tempo, isto é, períodos de instabilidade intercalados com períodos de relativa estabilidade. Modelos de tipo ARCH são às vezes considerados como parte da família dos modelos de volatilidade estocástica. No entanto, estritamente falando, isto está incorreto, já que, no tempo {\displaystyle t}, a volatilidade é completamente pré-determinada (determinística) dados os valores anteriores.

## Especificação do modelo ARCH(q{\displaystyle q})
Para modelar uma série temporal usando um processo ARCH, considere {\displaystyle \epsilon _{t}} os termos de erro (resíduos de retorno, em relação a um processo médio), isto é, os termos da série. Estes {\displaystyle \epsilon _{t}} são divididos em uma peça estocástica {\displaystyle z_{t}} e um desvio padrão dependente de tempo {\displaystyle \sigma _{t}} caracteriza o tamanho típico do termos, de modo que:
{\displaystyle \epsilon _{t}=\sigma _{t}z_{t}.}
A variável aleatória {\displaystyle z_{t}} é um processo forte de ruído branco. A série {\displaystyle \sigma _{t}^{2}} é modelada por:
{\displaystyle \sigma _{t}^{2}=\alpha _{0}+\alpha _{1}\epsilon _{t-1}^{2}+...+\alpha _{q}\epsilon _{t-q}^{2}=\alpha _{0}+\sum _{i=1}^{q}\alpha _{i}\epsilon _{t-i}^{2},}
em que {\displaystyle \alpha _{0}>0} e {\displaystyle \alpha _{i}\geq 0,i>0}.

Um modelo ARCH({\displaystyle q}) pode ser estimado usando mínimos quadrados ordinários. Uma metodologia para testar a extensão do atraso dos erros ARCH usando o teste do multiplicador de Lagrange foi proposta por Robert Engle em 1982. O procedimento é como segue:
1. Estime o modelo auto-regressivo AR({\displaystyle q}) mais adequado {\displaystyle y_{t}=a_{0}+a_{1}y_{t-1}+...+a_{q}y_{t-q}+\epsilon _{t}=a_{0}+\sum _{i=1}^{q}a_{i}y_{t-i}+\epsilon _{t}};
2. Obtenha os quadrados do erro {\displaystyle {\hat {\epsilon }}^{2}} e regresse-os em uma constante e {\displaystyle q} valores atrasados:
{\displaystyle {\hat {\epsilon }}_{t}^{2}={\hat {\alpha }}_{0}+\sum _{i=1}^{q}{\hat {\alpha }}_{i}{\hat {\epsilon }}_{t-i}^{2},}
em que {\displaystyle q} é a extensão dos atrasos ARCH;
3. A hipótese nula é que, na ausência de componentes ARCH, temos {\displaystyle \alpha _{i}=0} para todo {\displaystyle i=1,...,q}. A hipótese alternativa é que, na presença de componentes ARCH, pelo menos um dos coeficientes {\displaystyle \alpha _{i}} estimados deve ser significante. Em uma amostra de {\displaystyle T} resíduos sob a hipótese nula de nenhum erro ARCH, a estatística de teste {\displaystyle T'R^{2}} segue distribuição {\displaystyle \chi ^{2}} com {\displaystyle q} graus de liberdade, em que {\displaystyle T'} é o número de equações no modelo que adequa os resíduos tendo em vista os atrasos (isto é, {\displaystyle T'=T-q}). Se {\displaystyle T'R^{2}} for maior que o valor qui-quadrado da tabela, rejeita-se a hipótese nula e conclui-se que há um efeito ARCH no modelo auto-regressivo de médias móveis (ARMA). Se {\displaystyle T'R^{2}} for menor que o valor qui-quadrado da tabela, não se rejeita a hipótese nula.

## GARCH
Se um modelo auto-regressivo de médias móveis (ARMA) for assumido para a variância do erro, tem-se um modelo de heteroscedasticidade condicional auto-regressiva generalizada (GARCH).

Neste caso, o modelo GARCH {\displaystyle (p,q)} (em que {\displaystyle p} é a ordem dos termos GARCH {\displaystyle \sigma ^{2}} e {\displaystyle q} é a ordem dos termos ARCH {\displaystyle \epsilon ^{2}}) é dado por:
{\displaystyle y_{t}=x'_{t}b+\epsilon _{t},}
{\displaystyle \epsilon _{t}|\psi _{t}\sim {\mathcal {N}}(0,\sigma _{t}^{2}),}
{\displaystyle \sigma _{t}^{2}=\omega +\alpha _{1}\epsilon _{t-1}^{2}+...+\alpha _{q}\epsilon _{t-q}^{2}+\beta _{1}\sigma _{t-1}^{2}+...+\beta _{p}\sigma _{t-p}^{2}=\omega +\sum _{i=1}^{q}\alpha _{i}\epsilon _{t-i}^{2}+\sum _{i=1}^{p}\beta _{i}\sigma _{t-i}^{2}.}
Geralmente, quando se testa a heteroscedasticidade em modelos econométricos, o melhor teste é o teste de White. Entretanto, quando se lida com dados de séries temporais, isso significa testar erros ARCH e GARCH.
O modelo de médias móveis exponencialmente ponderadas (EWMA) é um modelo alternativo em uma classe separada de modelos suavizantes exponenciais. Como uma alternativa à modelagem GARCH, tem algumas propriedades atraentes como um peso maior a observações mais recentes, mas algumas desvantagens como um fator arbitrário de decaimento que introduz subjetividade na estimação.

### Especificação do modelo GARCH (p,q{\displaystyle p,q})
A extensão do atraso {\displaystyle p} de um processo GARCH({\displaystyle p,q}) é estabelecida em três passos:
1. Estime o modelo AR({\displaystyle q}) mais adequado:
{\displaystyle y_{t}=a_{0}+a_{1}y_{t-1}+...+a_{q}y_{t-q}+\epsilon _{t}=a_{0}+\sum _{i=1}^{q}a_{i}y_{t-i}+\epsilon _{t};}
2. Compute e mapeie as autocorrelações de {\displaystyle \epsilon ^{2}} por
{\displaystyle \rho ={{\sum _{t=i+1}^{T}({\hat {\epsilon }}_{t}^{2}-{\hat {\sigma }}_{t}^{2})({\hat {\epsilon }}_{t-1}^{2}-{\hat {\sigma }}_{t-1}^{2})} \over {\sum _{t=1}^{T}({\hat {\epsilon }}_{t}^{2}-{\hat {\sigma }}_{t}^{2})^{2}}};}
3. O desvio padrão assintótico, isto é, para grandes amostras, de {\displaystyle \rho (i)} é {\displaystyle 1/{\sqrt {T}}}. Valores individuais maiores que estes indicam erros GARCH. Para estimar o número total de atrasos, usa-se o teste de Ljung-Box até que o valor destes for menos que 10% significante. A estatística-Q de Ljung-Box segue distribuição {\displaystyle \chi ^{2}} com {\displaystyle n} graus de liberdade se os quadrados dos resíduos {\displaystyle \epsilon _{t}^{2}} não forem correlacionados. Recomenda-se considerar até {\displaystyle T/4} valores de {\displaystyle n}. A hipótese nula afirma que não há erros ARCH ou GARCH. Rejeitar a hipótese nula significa então que tais erros existem na variância condicional.

## NGARCH
O modelo de heteroscedasticidade condicional auto-regressiva generalizada não linear (NGARCH), também conhecido como modelo de heteroscedasticidade condicional auto-regressiva generalizada assimétrica não linear {\displaystyle (1,1)} (NAGARCH), é dado por:
{\displaystyle \sigma _{t}^{2}=\omega +\alpha (\epsilon _{t-1}-\theta \sigma _{t-1})^{2}+\beta \sigma _{t-1}^{2};}
{\displaystyle \alpha ,\beta \geq 0;\omega >0.}
Para retornos de ações, o parâmetro {\displaystyle \theta } é geralmente estimado como positivo. Neste caso, reflete o efeito de alavanca, significando que retornos negativos aumentam a volatilidade futura por uma quantidade maior do que retornos positivos da mesma magnitude.
Este modelo não deve ser confundido com o modelo de heteroscedasticidade condicional auto-regressiva não linear (NARCH), junto com a extensão NGARCH, introduzido por M. L. Higgins e A. K. Bera em 1992.

## IGARCH
O modelo de heteroscedasticidade condicional auto-regressiva generalizada integrada (IGARCH) é uma versão restrita do modelo GARCH, em que a soma dos parâmetros persistentes resulta em zero, e importa uma raiz unitária no processo GARCH. A condição para isto é:
{\displaystyle \sum _{i=1}^{p}\beta _{i}+\sum _{i=1}^{q}\alpha _{i}=1.}

## EGARCH
O modelo de heteroscedasticidade condicional auto-regressiva generalizada exponencial (EGARCH), introduzido por Daniel B. Nelson em 1991, é outra forma de modelo GARCH. Formalmente, um modelo EGARCH({\displaystyle p,q}) é dado por:
{\displaystyle \log \sigma _{t}^{2}=\omega +\sum _{k=1}^{q}\beta _{k}g(Z_{t-k})+\sum _{k=1}^{p}\alpha _{k}\log \sigma _{t-k}^{2}.}
em que {\displaystyle g(Z_{t})=\theta Z_{t}+\lambda (|Z_{t}|-E(|Z_{t}|))}, {\displaystyle \sigma _{t}^{2}} é a variância condicional, {\displaystyle \omega }, {\displaystyle \beta }, {\displaystyle \alpha }, {\displaystyle \theta } e {\displaystyle \lambda } são os coeficientes. {\displaystyle Z_{t}} pode ser uma variávei normal padrão ou vir de uma distribuição de erro generalizada. A formulação para {\displaystyle g(Z_{t})} permite que o sinal e a magnitude de {\displaystyle Z_{t}} tenham efeitos separados na volatilidade. Isto é particularmente útil no contexto de precificação de ativos.
Já que {\displaystyle \log \sigma _{t}^{2}} pode ser negativo, não há (menos) restrições nos parâmetros. Em 1992, Daniel B. Nelson e Charles Q. Cao afirmaram que a limitação positiva ou não-negativa são proibitivas no modelo GARCH, enquanto esta limitação não existe no modelo EGARCH.

## GARCH-M
O modelo de heteroscedasticidade condicional auto-regressiva generalizada em média (GARCH-M) adiciona um termo de heteroscedasticidade na equação média. Tem a especificação:
{\displaystyle y_{t}=\beta x_{t}+\lambda \sigma _{t}+\epsilon _{t}.}
O resíduo {\displaystyle \epsilon _{t}} é definido como:
{\displaystyle \epsilon _{t}=\sigma _{t}\times z_{t}.}

## QGARCH
Proposto por Enrique Sentana em 1995, o modelo de heteroscedasticidade condicional auto-regressiva generalizada quadrática (QGARCH) é usado para modelar efeitos assimétricos de choques positivos e negativos.

No exemplo de um modelo GARCH{\displaystyle (1,1)}, o processo residual {\displaystyle \sigma _{t}} é
{\displaystyle \epsilon _{t}=\sigma _{t}z_{t},}
em que {\displaystyle z_{t}} é uma variável independente e identicamente distribuída e
{\displaystyle \sigma _{t}^{2}=K+\alpha \epsilon _{t-1}^{2}+\beta \sigma _{t-1}^{2}+\phi \epsilon _{t-1}.}

## GJR-GARCH
Semelhante ao QGARCH, o modelo de heteroscedasticidade condicional auto-regressiva generalizada de Glosten–Jagannathan–Runkle (GJR-GARCH), proposto pelos autores em 1993, também modela assimetria nos processos ARCH. A sugestão é modelar {\displaystyle \epsilon _{t}=\sigma _{t}z_{t}}, em que {\displaystyle z_{t}} é uma variável independente e identicamente distribuída e:
{\displaystyle \sigma _{t}^{2}=K+\delta \sigma _{t-1}^{2}+\alpha \epsilon _{t-1}^{2}+\phi \epsilon _{t-1}^{2}I_{t-1},}
em que {\displaystyle I_{t-1}=0} se {\displaystyle \epsilon _{t-1}\geq 0} e {\displaystyle I_{t-1}=1} se {\displaystyle \epsilon _{t-1}<0}.

## TGARCH
O modelo de heteroscedasticidade condicional auto-regressiva generalizada limiar (TGARCH), proposto por Jean–Michel Zakoian em 1994, é semelhante ao modelo de heteroscedasticidade condicional auto-regressiva generalizada de Glosten–Jagannathan–Runkle. A especificação se refere ao desvio padrão condicional no lugar da variância condicional:
{\displaystyle \sigma _{t}=K+\delta \sigma _{t-1}+\alpha _{1}^{+}\epsilon _{t-1}^{+}+~\alpha _{1}^{-}\epsilon _{t-1}^{-},}
em que {\displaystyle \epsilon _{t-1}^{+}=\epsilon _{t-1}} se {\displaystyle \epsilon _{t-1}>0} e {\displaystyle \epsilon _{t-1}^{+}=0} se {\displaystyle \epsilon _{t-1}\leq 0}. Da mesma forma, {\displaystyle \epsilon _{t-1}^{-}=\epsilon _{t-1}} se {\displaystyle \epsilon _{t-1}\leq 0} e {\displaystyle \epsilon _{t-1}^{-}=0} se {\displaystyle \epsilon _{t-1}>0}.

## fGARCH
O modelo da família de heteroscedasticidade condicional auto-regressiva generalizada (fGARCH), proposto por Ludger Henschel em 1995, também conhecido como família GARCH, é um modelo abrangente que inclui uma variedade de outros modelos GARCH populares, simétricos e assimétricos, entre os quais o modelo de heteroscedasticidade condicional auto-regressiva de poder assimétrico (APARCH), o modelo de heteroscedasticidade condicional auto-regressiva generalizada de Glosten–Jagannathan–Runkle (GJR-GARCH), o modelo de heteroscedasticidade condicional auto-regressiva generalizada de valor absoluto (AVGARCH), o modelo de heteroscedasticidade condicional auto-regressiva generalizada não linear (NGARCH), entre outros.

## COGARCH
Em 2004, Claudia Klüppelberg, Alexander Lindner e Ross Maller propuserem uma generalização de tempo contínuo do processo GARCH{\displaystyle (1,1)} de tempo discreto. A ideia é começar com equações do modelo GARCH{\displaystyle (1,1)}:
{\displaystyle \epsilon _{t}=\sigma _{t}z_{t},}
{\displaystyle \sigma _{t}^{2}=\alpha _{0}+\alpha _{1}\epsilon _{t-1}^{2}+\beta _{1}\sigma _{t-1}^{2}=\alpha _{0}+\alpha _{1}\sigma _{t-1}^{2}z_{t-1}^{2}+\beta _{1}\sigma _{t-1}^{2},}
e então substituir o processo de ruído branco forte {\displaystyle z_{t}} pelos incrementos infinitesimais {\displaystyle \mathrm {d} L_{t}} de um processo Lévy {\displaystyle (L_{t})_{t\geq 0}} e o quadrado do processo de ruído {\displaystyle z_{t}^{2}} pelos incrementos {\displaystyle \mathrm {d} [L,L]_{t}^{\mathrm {d} }}, em que:
{\displaystyle [L,L]_{t}^{\mathrm {d} }=\sum _{s\in [0,t]}(\Delta L_{t})^{2},t\geq 0,}
é a parte puramente descontínua do processo de variação quadrática de {\displaystyle L}. O resultado é o seguinte sistema de equações diferenciais estocásticas:
{\displaystyle \mathrm {d} G_{t}=\sigma _{t-}\mathrm {d} L_{t},}
{\displaystyle \mathrm {d} \sigma _{t}^{2}=(\beta -\eta \sigma _{t}^{2})\mathrm {d} t+\varphi \sigma _{t-}^{2}\mathrm {d} [L,L]_{t}^{\mathrm {d} },}
em que os parâmetros positivos {\displaystyle \beta }, {\displaystyle \eta } e {\displaystyle \varphi } são determinados por {\displaystyle \alpha _{0}}, {\displaystyle \alpha _{1}} e {\displaystyle \beta _{1}}. Agora, dada alguma condição inicial {\displaystyle (G_{0},\sigma _{0}^{2})}, o sistema acima tem uma única solução por caminho {\displaystyle (G_{t},\sigma _{t}^{2})_{t\geq 0}}, que é então chamado de modelo GARCH de tempo contínuo (COGARCH).